# Darband (Teherán)

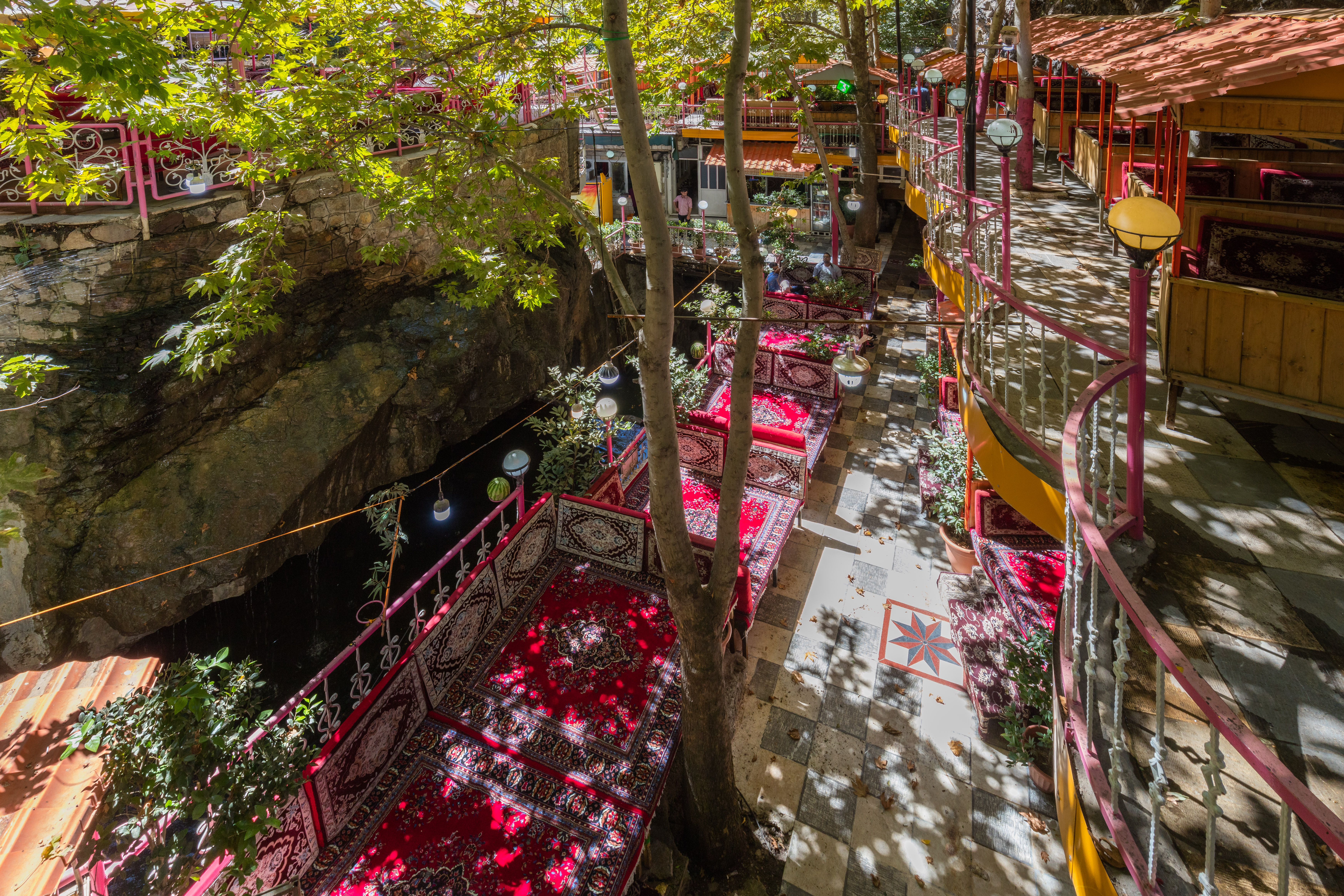
Cafetería junto al sendero de Darband.

Darband (en persa: دربند‎), anteriormente un pueblo cerca de Tajrish, Shemiran, es en la actualidad un barrio dentro de los límites metropolitanos de Teherán, capital de Irán. Darband está sitluado al comienzo de una ruta de senderismo popular al monte Tochal, que se alza sobre Teherán. Para aquellos no interesados en el senderismo también hay un telesilla.

## Etimología
El término persa darband significa "puerta de la montaña" (band, una variación de vand y fand, significa "montaña").

## Características
El tramo inicial de la ruta en Darband es de aproximadamente 250 metros y está repleto de pequeños restaurantes y cafeterías. El área es muy popular, sobre todo por las tardes, donde son muchos los lugareños y turistas que visitan los bares de cachimbas situados en el tramo inicial del sendero.
El cementerio de Zahiroddoulé, donde yacen muchas personalidades iraníes del arte y la cultura como Irach Mirzá, Forugh Farrojzad, Mohammad Taqí Bahar, Abolhasan Saba, Ruhollah Khaleqi, Rahi Mo'ayyeri o Darvish Khan está también ubicado en Darband.

## Galería de imágenes

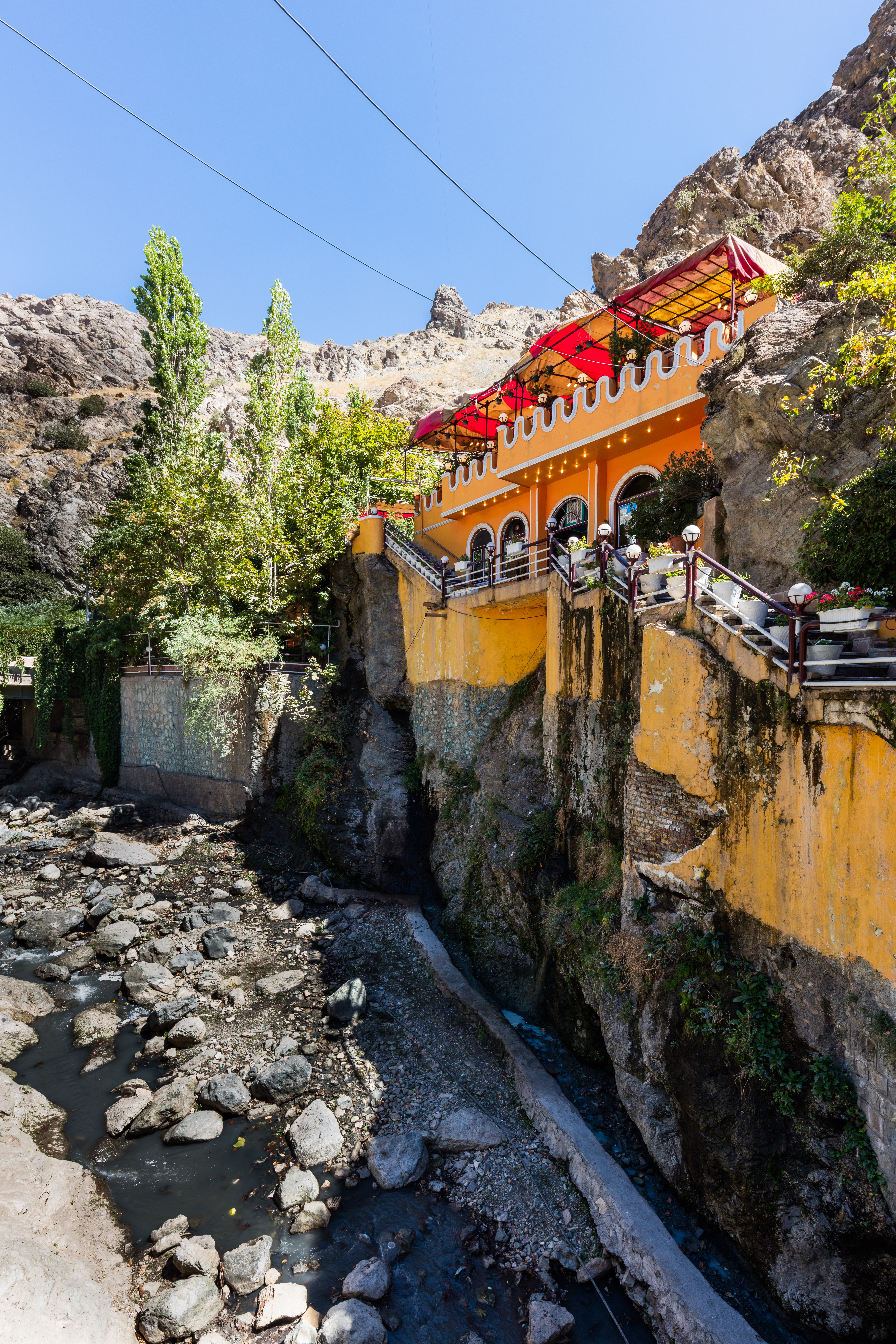
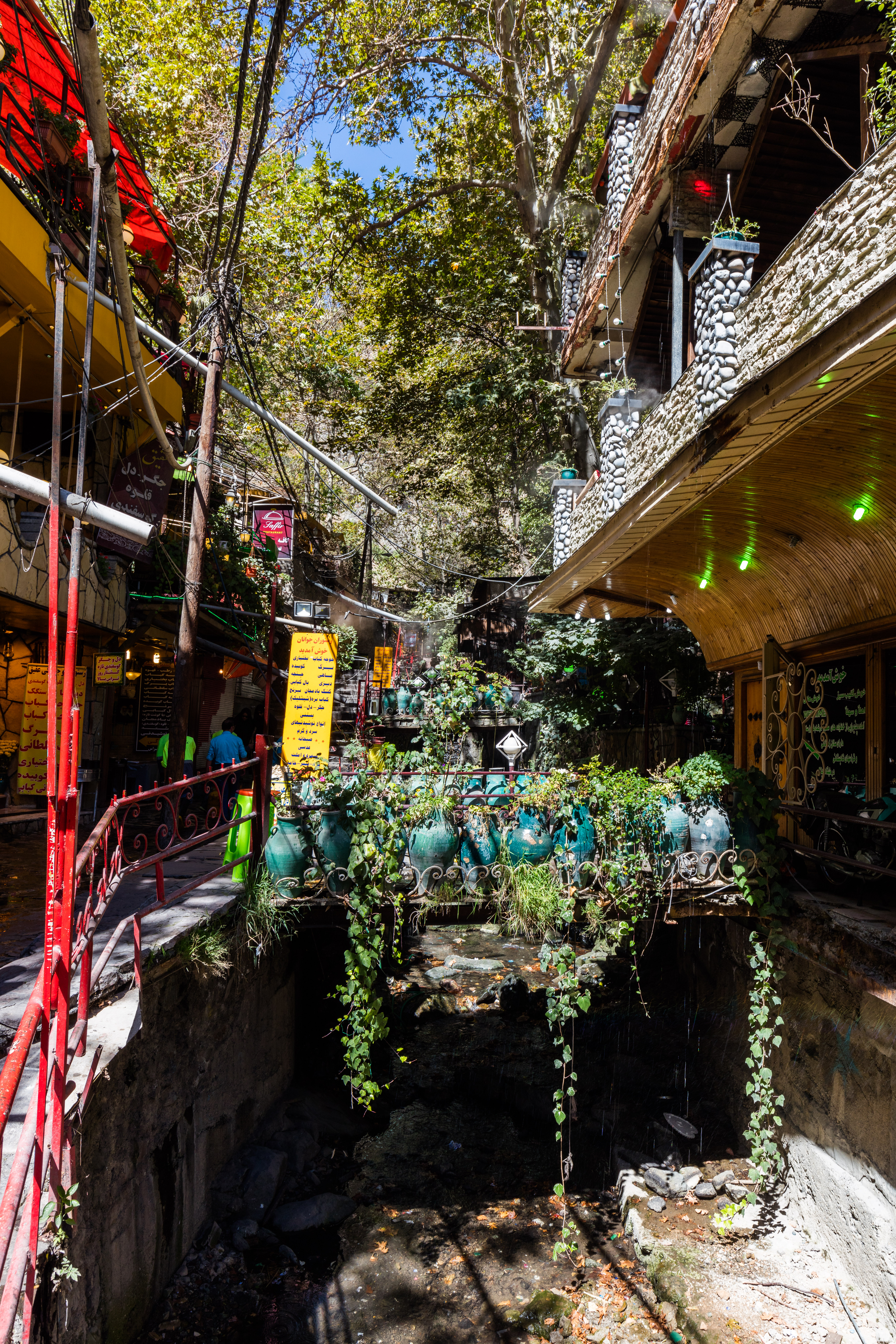
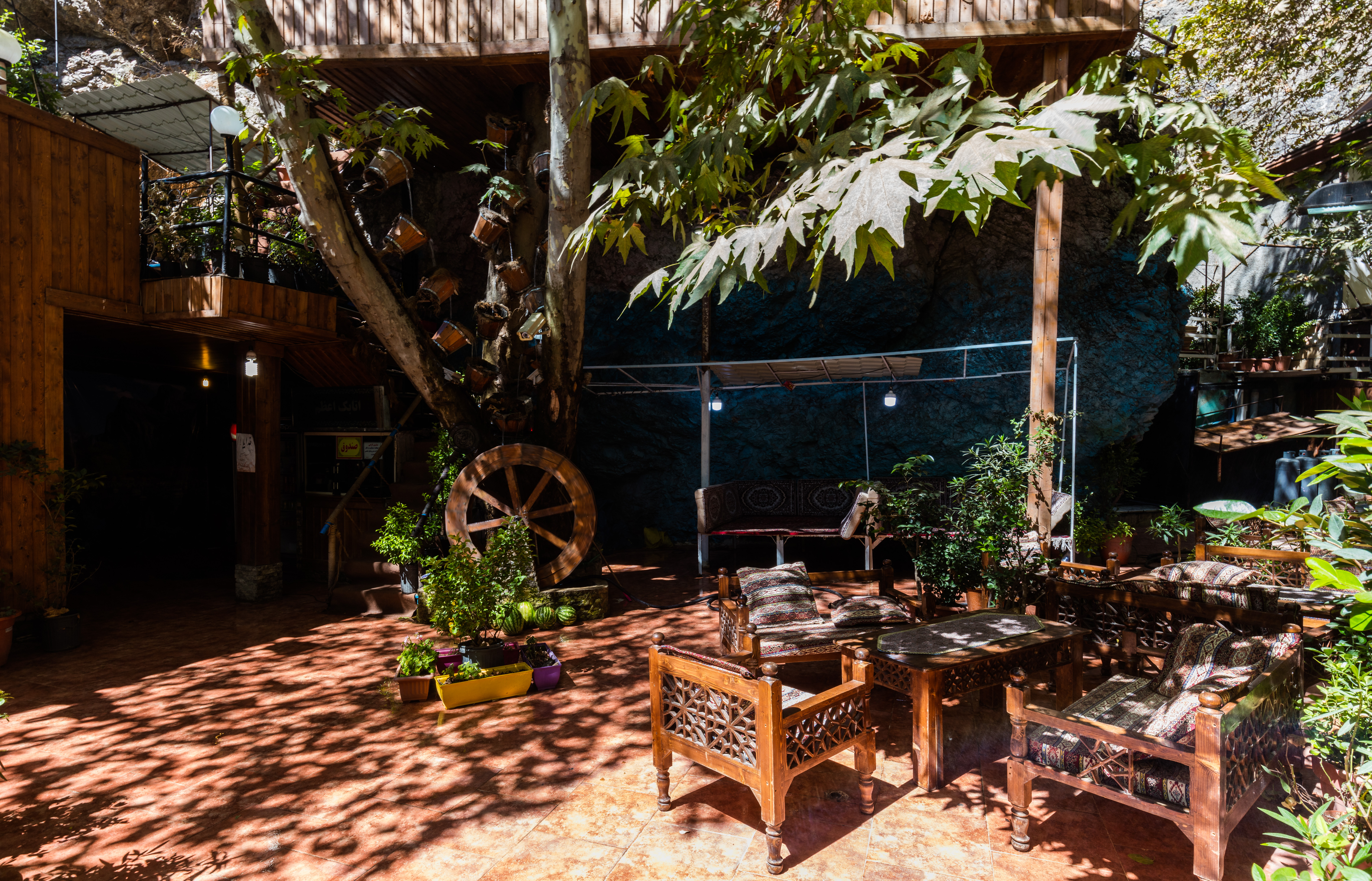
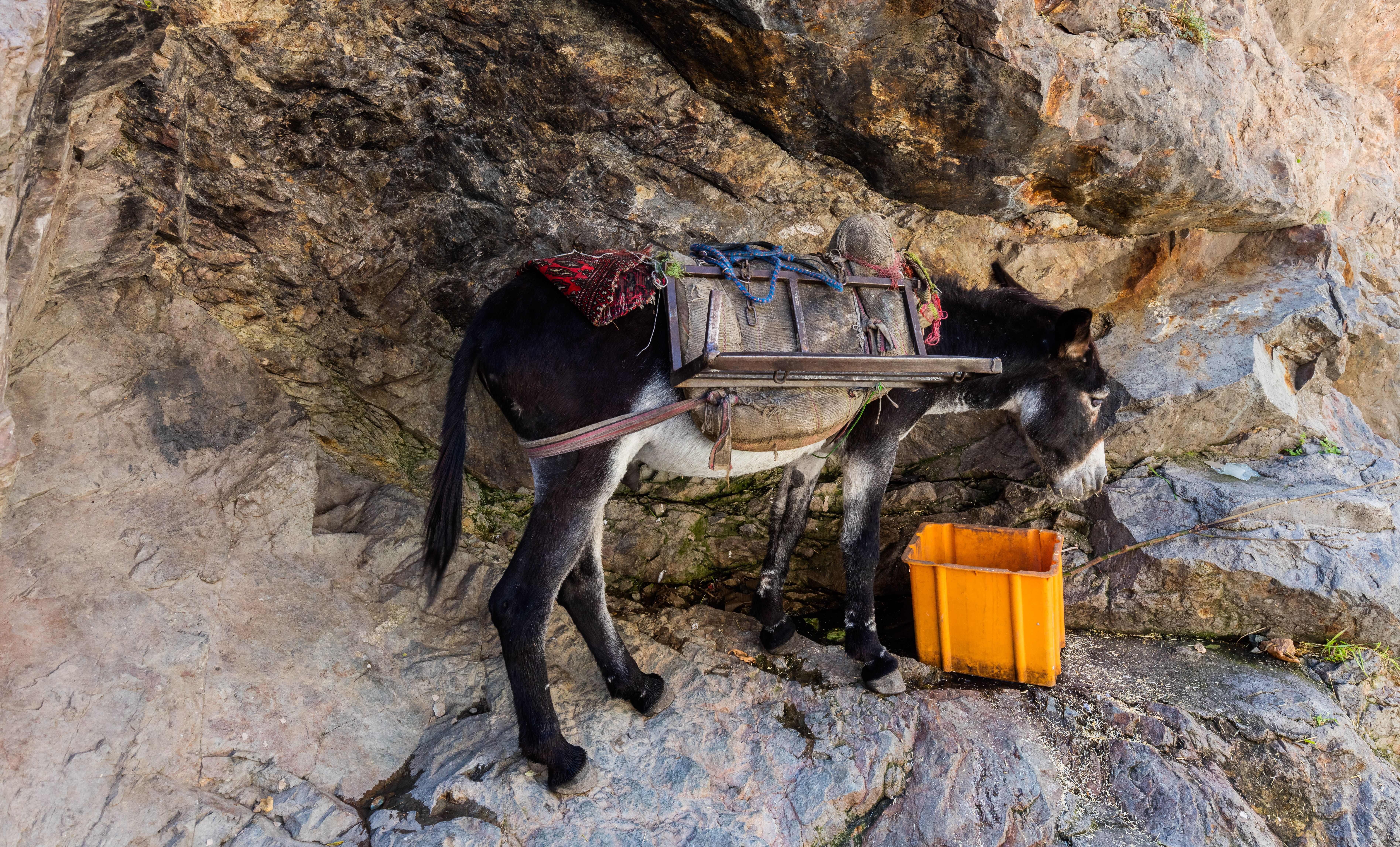
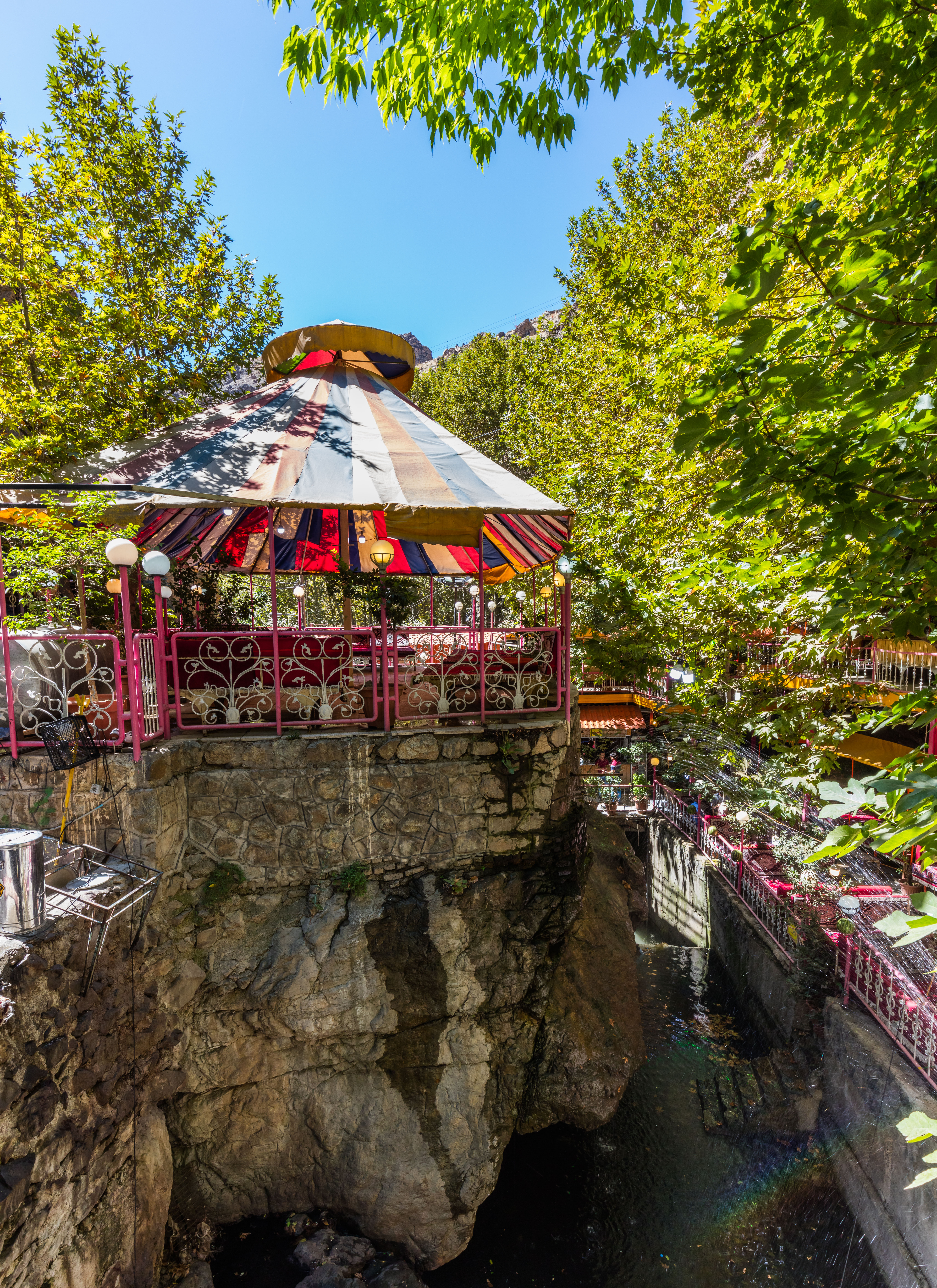
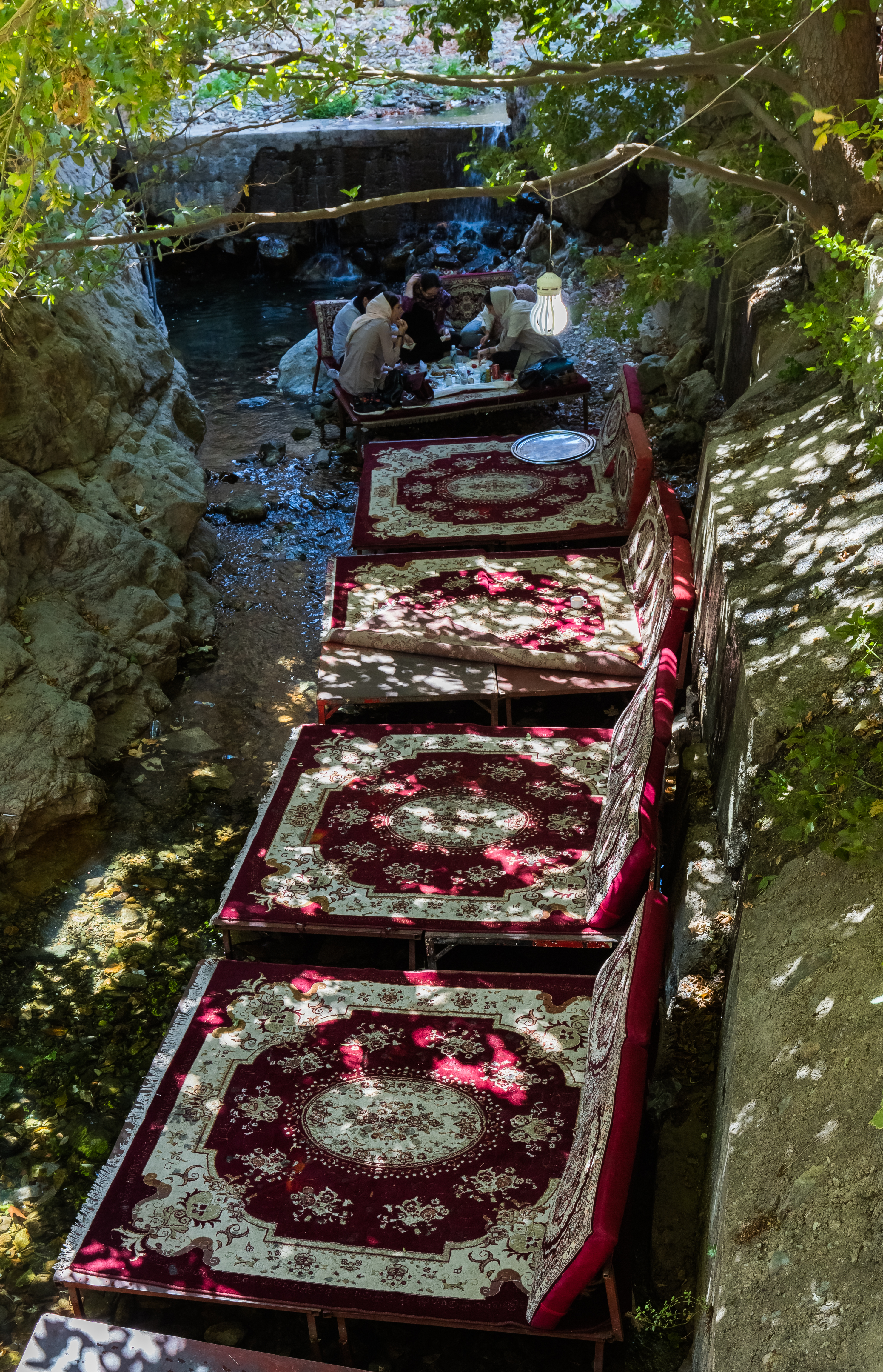